# Neovangelij
Neovangelij je peti studijski album posavske alternativne skupine Demolition Group, izdan leta 1998 pri založbi Dallas Records. Velja za enega boljših albumov skupine. Nekateri recenzenti so pred izidom albuma napovedovali, da gre za slovenski rock album desetletja.

## Glasba
Pesem "Temni angeli usode" je bila napisana za celovečerni film z istim naslovom iz leta 1999, ki ga je režiral Sašo Podgoršek, scenarij pa je napisal vokalist Goran Šalamon. Člani skupine v filmu tudi igrajo v glavnih vlogah.
Pesem "Dež" je duet s pevko zabavne glasbe Heleno Blagne.

## Seznam pesmi
Vso glasbo je napisala skupina Demolition Group. Vsa besedila je napisal Goran Šalamon.
| Št.             | Naslov                  | Dolžina |
| --------------- | ----------------------- | ------- |
| 1.              | „Crackhead‟             | 4:00    |
| 2.              | „Dež‟ (s Heleno Blagne) | 4:37    |
| 3.              | „Temni angeli usode‟    | 5:06    |
| 4.              | „Mesečina‟              | 3:46    |
| 5.              | „DAF‟                   | 3:09    |
| 6.              | „Synthetic Liquid‟      | 3:47    |
| 7.              | „Balada‟                | 4:19    |
| 8.              | „Ogenj‟                 | 3:48    |
| 9.              | „Prvi poljub‟           | 4:22    |
| 10.             | „Bad Gag 2‟             | 0:49    |
| 11.             | „Dež (Remix)‟           | 5:32    |
| 12.             | „Neovangelij‟           | 2:37    |
| Skupna dolžina: | Skupna dolžina:         | 45:58   |

| Bonus pesmi na CD izdaji | Bonus pesmi na CD izdaji        | Bonus pesmi na CD izdaji |
| Št.                      | Naslov                          | Dolžina                  |
| ------------------------ | ------------------------------- | ------------------------ |
| 13.                      | „You Better Stay Alive‟         |                          |
| 14.                      | „You Better Stay Alive (Remix)‟ |                          |
| 15.                      | „Zid‟                           |                          |
| 16.                      | „T.A.U.‟                        |                          |
| Skupna dolžina:          | Skupna dolžina:                 | ???                      |

## Zasedba
Demolition Group
- Goran Šalamon — vokal
- Jože Pegam — saksofon
- Bojan Fifnja — kitara
- Nikola Sekulović — bas kitara
- Uroš Srpčić — bobni
- Matjaž Pegam — zvok, miks

Dodatni glasbeniki
- Helena Blagne — vokal (2)